# En forelskelse
En forelskelse er en dansk novellefilm produceret af Nordisk Film med støtte fra New Danish Screen. Den er instrueret af Christian Tafdrup, der er bedst kendt som skuespiller, men som sideløbende har instrueret flere kortfilm.
Filmen modtog en Robert som årets lange fiktions- eller animationsfilm.

## Rolleliste
- Allan Hyde – Carsten
- Julie Grundtvig Wester – Melissa
- Lars Brygmann – Melissas far Stig
- Ellen Hillingsø – Melissas mor Birgitte

## Handling
Carsten og Melissa er kærester. De er meget unge, meget kønne og meget glade for hinanden. Det er sødt og rørende, og det synes Melissas flinke forældre også, så de inviterer de to unge med på weekend i sommerhuset.
Altså lutter idyl? Nej, tværtimod, for i sommerhuset sker det utænkelige, at Carsten og Melissas far tiltrækkes seksuelt af hinanden. Det sker, uden at andre opdager noget, men Carsten kastes meget forståeligt ud i en voldsom krise. Er det slet ikke Melissa, han er forelsket i, men hendes far? Er han med andre ord bøsse?

## Morale
Filmens morale er, at man skal acceptere sig selv, som man er.[kilde mangler]